# Марк Требаций Приск
Марк Требаций Приск (на латински: Marcus Trebatius Priscus) е политик на Римската империя през началото на 2 век.
През 108 г. той е суфектконсул с Публий Елий Адриан, бъдещия император Адриан.